# Pilori de Castelo Rodrigo
Le pilori de Castelo Rodrigo est un ancien pilori situé dans la freguesia de Castelo Rodrigo (pt), sur le territoire de la municipalité de Figueira de Castelo Rodrigo (district de Guarda, Portugal).
Il est classé Monument national depuis 1922.

## Historique
Castelo de Rodrigo reçut sa première charte du roi Manuel Ier en 1508 et la reconstruction du château de Castelo Rodrigo. Son autonomie juridique et administrative sont consolidés par la présence de ce pilori.

## Caractéristiques
Ce pilori de style manuélin caractéristique est formé  d'une colonne octogonale surmontée d'une cage formée de colonnettes torsadées, surmontée d'une flèche conique, reposant sur cinq marches. La décoration est naturaliste, et les entrelacs témoignent d'une certaine exubérance et d'une richesse artistique. De par son ampleur et sa complexité décorative, il s'agit de l'un des piloris manuélins les plus exubérants du XVIe siècle, notamment du type de pilori à cage.

## Galerie

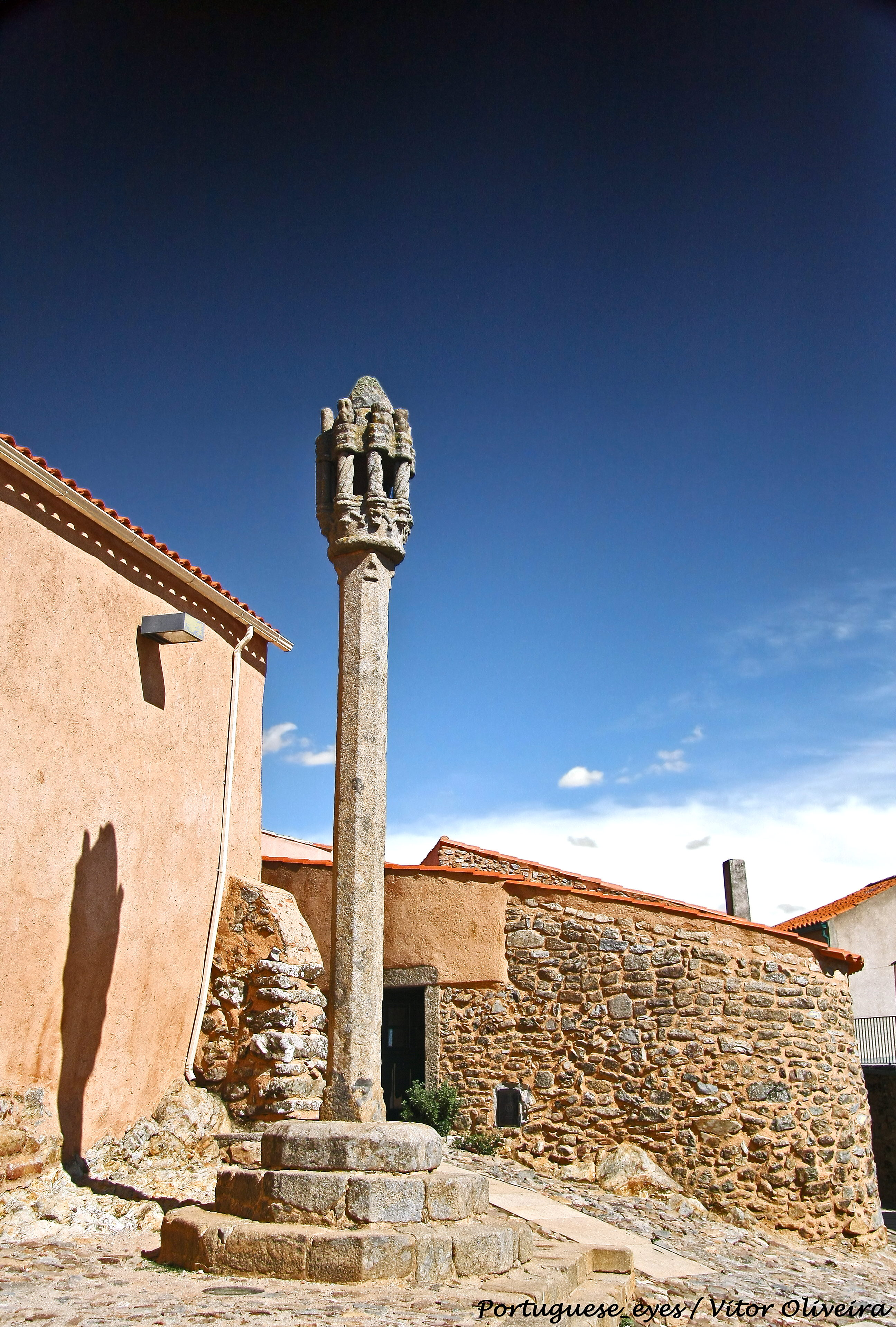
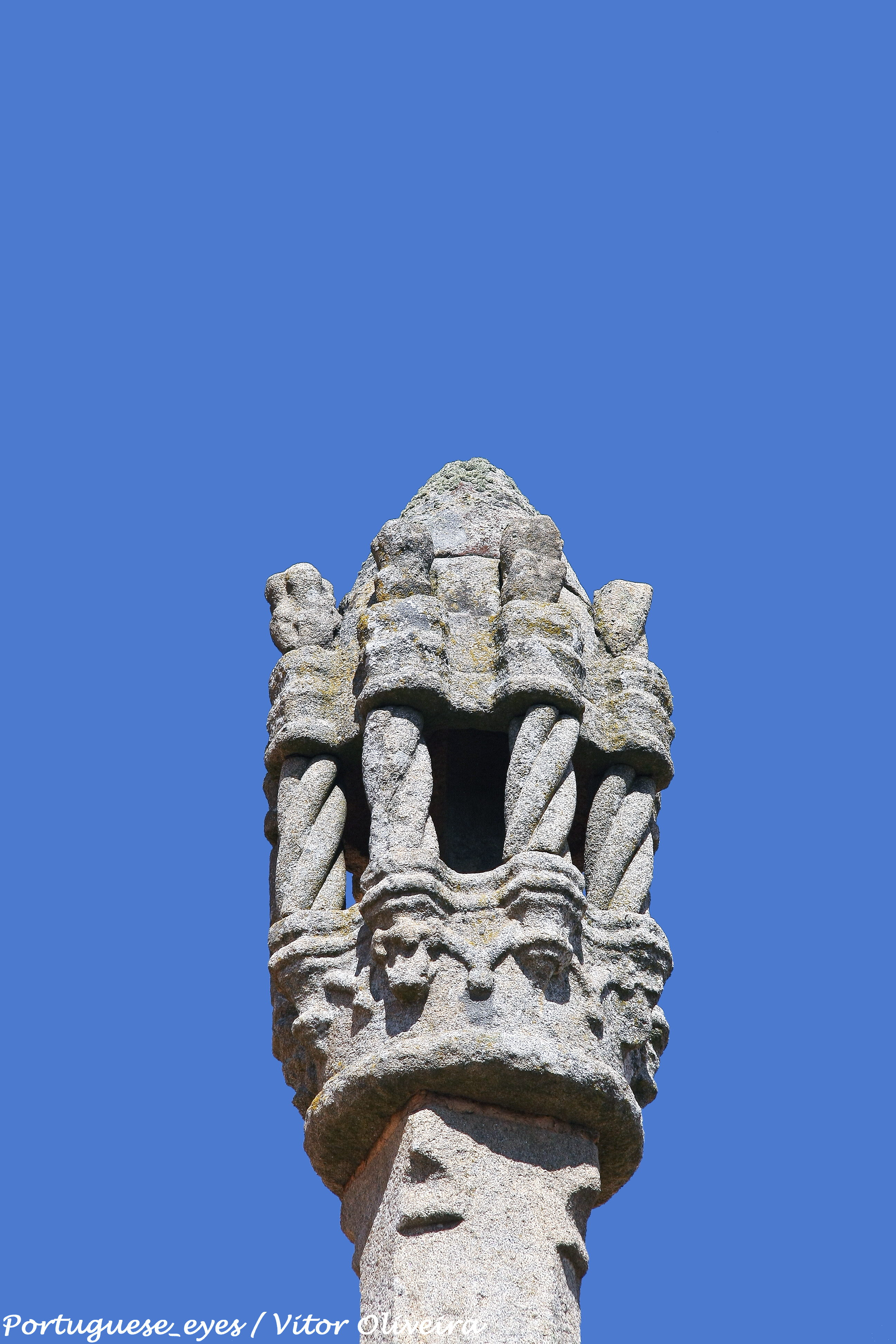